# Angra Mainyu

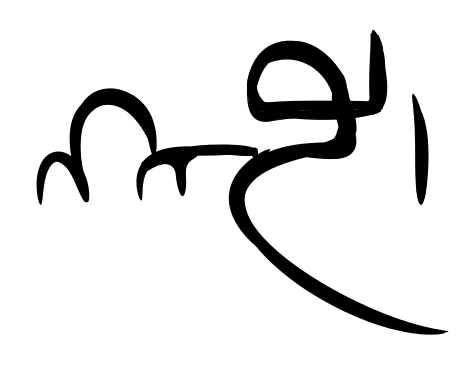
La palabra persa media ʾhlmn' (Ahreman, "el espíritu maligno") en la escritura del Libro Pahlavi. Tradicionalmente, la palabra siempre se escribe al revés.

Angra Mainyu (Avesta), también Ahriman o Arimán (en persa اهريمن, tr. Ahrimán), cuyo nombre significa «espíritu atormentador» es, según el zoroastrismo, el espíritu maligno y destructivo, el jefe de todo mal, pues «él ha introducido la limitación, la mancha, la enfermedad en la esplendorosa creación de Ahura Mazda». Es pues el nombre avéstico de la hipóstasis del zoroastrismo del «espíritu destructivo/malvado» y el principal adversario en el zoroastrismo, ya sea del Spenta Mainyu («espíritus/mentalidad sagrada/creativa»), o directamente de Ahura Mazda, la deidad más alta del zoroastrismo. Según la versión más antigua del mito, es el hermano gemelo de Spenta Mainyu, el Espíritu Santo, y ambos eran hijos de Ahura Mazdā (Ormizd u Ormazd), el Señor Sabio y la deidad suprema del zoroastrismo.
Parece haber sido una concepción original de Zoroastro. En los Gathas, Angra Mainyu es el opuesto directo del Spənta Mainyu: ambos espíritus son esencialmente actores en la elección primigenia, un gran drama que domina la vida del hombre y el destino del mundo. Esta característica, el drama de la elección, falta en las cosmogonías en pahlavi, donde Ahrimán sirve como la contraparte negativa, no del otro espíritu, sino de Ahura Mazda.
En el Avesta reciente, Angra Mainyu es el jefe de todos los daēvas y se le llama daēvanąm daēvō, «el daēva de los daēvas». La lucha entre Angra Mainyu y Spenta Mainyu es descrita de manera equívoca, afirmándose en algunos lugares que ambos crearon el mundo, mientras que en otros (p. ej., el Vendidad) se dice que es la creación de Ahura Mazdā, no la de Spənta Mainyu, la que se ve desafiada por la contracreación de Angra Mainyu. Por ejemplo, a la creación de cada uno de los dieciséis países por Ahura Mazdā, Angra Mainyu responde creando algún ser maligno, enfermedad, azote o vicio.
La naturaleza esencial de Angra Mainyu se expresa en su epíteto principal, Druj, «la Mentira», que se expresa como codicia, ira y envidia. Para ayudarlo a atacar la luz (Spenta Mainyu, la buena creación de Ahura Mazdā), Angra Mainyu creó una horda de demonios (daevas) que encarnaban la envidia y cualidades similares. A pesar del caos y el sufrimiento provocados en el mundo por su ataque, los creyentes esperan que Angra Mainyu sea derrotado al final de los tiempos por Ahura Mazdā. Confinados en su propio reino, sus daevas se devorarán entre sí y su propia existencia se apagará. En un dualismo posterior, Ahura Mazdā, todavía el dios creador, es él mismo la fuerza del bien, mientras que Angra Mainyu es su contraparte malvada y destructiva, y ambos existen desde la eternidad.

## Descripción
El nombre no aparece en las inscripciones persas de la Antigüedad. En el Avesta es llamado el hermano gemelo de Ahura Mazda, y el opuesto de Spenta Mainyu. Es considerado como el Satán destructor, la fuente de todos los males en el mundo y, al igual que Ahura Mazda, existió desde la creación del mismo. Ahriman escogió el mal conscientemente y creó las enfermedades para provocar la llegada de la muerte. Se considera que su mayor maldad fue corromper el fuego puro creado por Ahura Mazda, al que le dio color y le añadió el humo, dándole su característica contaminante. En el día del Juicio Final será destruido por Spenta Mainyu y desaparecerá del mundo para siempre.
Se puede observar una analogía con las creencias cristianas a través del concepto de Satanás, aunque no es igual, ya que Angra Mainyu no es un ser ni una entidad, Angra Mainyu se refiere a la  mentalidad mala del ser humano cuando comete en el tiempo demasiados errores sin rectificar, negando así su propio uso de la razón.  
Se malinterpreta como el principal agente del caos o termodinámica del Universo, sin embargo Angra Mainyu no es equivalente al Satanás judeocristiano, diferenciándose de este en que, si en el Zoroastrismo existe una permanente batalla entre dos principios (del bien y del mal), en el pueblo de Israel, y posteriormente en el cristianismo, existe un único principio, creador de todo, también de Satanás, el cual rechaza este principio bueno en el uso de su libertad con la cual fue creado. Por lo tanto, en la tradición judeocristiana, la realidad es positiva. El zoroastrismo, mediante el equilibrio entre contrarios (similar al concepto del Yin y yang); que supone Angra Mainyu frente a Spenta Mainyu. Zoroastro distinguió los dos polos de una dinámica particular: la creación y la destrucción, contempladas como un todo en Ahura Mazda que según Zoroastro lo ha elegido como divinidad del creador no creado, por esto Ahura Mazda se exalta siendo una divinidad de la creación sin poder de destrucción y sin ser conocido por lo que es, tiene una lucha de poder con Angra Mainyu pero Angra Mainyu no se exalta, todo lo contrario a Ahura Mazda (Ormuz).
La mitología persa sostenía que el diamante sostenido en su mano por Ahriman (la personificación del mal sobre la tierra) era su símbolo de poder sobre el mundo, una vez que Ormuz, dios supremo del bien, hubiera perdido su poder. Sin embargo, Ormuz triunfó sobre Ahriman y la joya se hundió en un lago.

## Ahriman en el espiritualismo
Rudolf Steiner, cofundador de la antroposofía, describe la potencia de Ahriman como algo que incita al humano a conseguir las cosas con su propio pensamiento y la de su opuesto Lucifer como algo que incita al humano a hacerlo por los medios de la magia y la ciencia, cruzando todas las fronteras posibles e imposibles.

## Aparición en obras de ficción
- Es el villano principal en el videojuego Prince of Persia lanzado en 2008.

- En el animé Fate/Zero de 2011 aparece Angra Mainyu, resultando ser el Falso Grial, por lo cual es destruido por Kiritsugu.

- En 2017 aparece en el juego Elsword, con una habilidad Hyper Active la cual es ejecutada por un personaje llamado Luciel.

- En el relato La trompeta del Juicio Final del libro Cuentos completos, de  Isaac Asimov uno de los personajes relacionados con el Juicio Final es R. E. Mann, que de acuerdo con el traductor, hace referencia a Ahriman (por la pronunciación en inglés)[5]

- En el videojuego Blade, the edge of darkness aparece parte de la histórica y el personaje debe luchar contra las fuerzas de Angra Mainyu.

- En el capítulo V de la obra Paradiso de José Lezama Lima, aparece como símbolo perteneciente al castigo águila-ducha de Alberto Olaya en el colegio.

- En la novela visual Fate/Hollow Ataraxia aparece como un servant de clase Avenger. También se menciona en otras publicaciones de esta franquicia.

- En la gran novela de Julio Cortázar, Rayuela, se menciona como uno de los símbolos, como tantos otros, que no brindan paz a la humanidad.
- En el videojuego Shin Megami Tensei III: Nocturne, aparece como un jefe opcional en el tramo final del juego, presentándose como Ahriman, un dios qué ayuda al humano Hikawa a recrear el mundo acorde con su visión ideal.
- Aparece en la película mexicana Santo contra el Hacha Diabólica, donde es quien le da vida al verdugo del hacha diabólica.
- En la franquicia de novelas y juegos de mesa de Warhammer 40 000, Ahzek Ahriman es uno de los más grandes hechiceros de la galaxia, que ha ocasionado incontables desgracias a través de los siglos con tal de conseguir sus objetivos.